# 深部腱反射
深部腱反射（しんぶけんはんしゃ、DTR:Deep Tendon Reflex）（腱反射、伸張反射とも呼ばれる）は、太い骨格筋につながる腱を筋が弛緩した状態で軽く伸ばしハンマーで叩くと、一瞬遅れて筋が不随意に収縮する反射。人体にみられる生理的な反射の代表的なものである。手軽に誘発することができる上、運動系（錐体路系）障害や中枢神経障害の診断の目安となるため神経学的検査として非常に頻繁に用いられている。

## 性質
深部腱反射を観察しやすい箇所はいくつかあり、以下のものが代表的である。
- 大腿四頭筋の膝蓋腱（下腿前面、膝蓋骨と脛骨の間隙）（＝膝蓋腱反射）
- 下腿三頭筋のアキレス腱（下腿後面、かかとより近位）
- 上腕二頭筋の遠位腱（肘窩の内側）
- 上腕三頭筋の遠位腱（上腕後面、肘頭より近位）
- 腕橈骨筋（わんとうこつきん）の遠位腱（前腕外側の遠位）

被検者が緊張していたり、特に検査部位に意識を集中していると腱反射は出現しにくくなる。その場合は無関係な運動（自分の右手と左手を組んで互いに引っ張る）をさせることで腱反射が出現しやすくなる（Jendrassik（ジェンドラシック）手技）。

## 反射のメカニズム
腱反射は、急な外力によって筋が損傷するのを防ぐための生理的な防御反応である。弛緩した筋は損傷し易いため、外力のかかった際にすばやく筋を緊張させている。反射は感覚器-求心路-中枢-遠心路-効果器とモデル化することができるが、腱反射のメカニズムをこのモデルに当てはめると、
- 感覚器に相当するのは骨格筋に含まれる筋紡錘である。筋の長さの変化のセンサーであり、その感度はγ（ガンマ）運動線維と呼ばれる神経によってコントロールされている。
- 求心路として働くのは主にIa線維と呼ばれる神経である。これは太く、すなわち伝達速度の速い神経である。外力からの防御を素早く行うのに適している。
- 中枢は脊髄にある。ここでIa線維は前核細胞二次ニューロンとシナプスを形成する。
- 運動系の二次ニューロンが遠心路となる。二次ニューロンは正常であれば上位中枢（一次ニューロンなど）から抑制を受けており、Ia線維からの刺激に過剰に反応はしないようになっている。
- 効果器は、刺激された筋と同一方向に働くすべての筋（協同筋）となる。
- 筋収縮中には上位中枢からの入力によりγ神経細胞の興奮も、錘外筋を支配するα神経細胞と同様に高まり筋紡錘の感度（Ⅰa線維の感度）も増加する。そのため、筋収縮中は筋紡錘からのIa出力も増加し単シナプス性にα神経細胞への興奮性入力が増加する。これをα-γ連関（ coactivation）といい、筋収縮の円滑な維持に役立っていると考えられている。

深部腱反射はシナプス接続の一回しかない単シナプス反射なので解析がしやすく、反射の代表として取り上げられることが多い。

## 病的反射と臨床意義
異常として「反射の亢進」と「反射の低下・消失」の2種があると認識されているが、健常者でも亢進や低下・消失は認められるためそれだけの判定にあまり意味はなく、左右の差を見て判断しなければならない。通常、日々の症状に大きな変動はなく、同様の症状が暫く継続される。

### 反射の亢進
メカニズムの項で触れた通り、腱反射は通常上位運動系から抑制されている。そのため、上位の運動系（錐体路：大脳中心前回〜内包〜延髄錐体交叉〜脊髄側索）に障害があった場合、抑制が無くなるため反射の亢進（過剰に強くなる）がみられる。
これは麻痺がある時の鑑別診断において重要な所見であり、脊髄を含めた中枢側に原因がある運動障害であると診断することができる（錐体路障害）。
特に、膝関節部の膝蓋腱反射が亢進している状態を膝クローヌス、足関節部のアキレス腱反射が亢進している状態を足クローヌスと呼ぶことがある。
反射が亢進している状態は、円滑な日常生活動作（ADL）の阻害因子となる。また、後々、関節の周りを取り巻く筋肉などの軟部組織の硬直化を惹起し、関節拘縮が発生しやすくなる。
反射の強さにも個人差があるが、左右差があって明らかにどちらかが強い場合に有意な亢進と解釈することができる。脊髄腫瘍や椎間板ヘルニアによる障害では左右差は有用である。しかし筋萎縮性側索硬化症では両側性に反射の亢進をきたすため注意を要する。

### 反射の低下・消失
脊髄髄節の障害、もしくは求心路となるIa線維か遠心路となるα運動線維（二次運動線維）の障害があった場合に腱反射は出現しにくくなる。筋自体の障害でも同様である。
頸椎症では頸髄髄節や神経根の圧迫から上肢で腱反射が出にくくなる傾向があり（髄節障害では、その部位以下に下行する上位運動ニューロンも障害されることがあり、その場合下肢はかえって深部腱反射が亢進することがある）、また糖尿病など全身性の末梢神経障害であれば、長い神経ほど大きな障害を受けやすいのでアキレス腱など遠位の腱で両側性の低下あるいは消失がみられる。ギラン・バレー症候群では、全身の深部腱反射消失が診断を行う上で重要な所見となる。
一時期致命的な難病として知られた脚気は、栄養失調の結果として末梢神経障害をもたらすため、膝蓋腱反射の低下が重要な診断項目であった。

## まとめ
病的反射であるホフマン反射、トレムナー反射、ワルテンベルグ反射は手指屈筋反射にバビンスキー反射とチャドック反射は足底筋反射としてまとめた。
深部腱反射のまとめ
| 反射           | 求心神経 | 主な反射中枢レベル | 遠心神経 |
| -------------- | -------- | ------------------ | -------- |
| 下顎反射       | 三叉神経 | 橋                 | 三叉神経 |
| 上腕二頭筋反射 | 筋皮神経 | C5                 | 筋皮神経 |
| 上腕三頭筋反射 | 橈骨神経 | C7                 | 橈骨神経 |
| 腕撓骨筋反射   | 橈骨神経 | C6                 | 橈骨神経 |
| 手指屈筋反射   | 正中神経 | C8                 | 正中神経 |
| 三角筋反射     | 腋窩神経 | C5                 | 腋窩神経 |
| 大胸筋反射     | 前胸神経 | C5-T1              | 前胸神経 |
| 膝蓋腱反射     | 大腿神経 | L4                 | 大腿神経 |
| アキレス腱反射 | 脛骨神経 | S1                 | 脛骨神経 |
| 下肢内転筋反射 | 閉鎖神経 | L3-L4              | 閉鎖神経 |
| 膝屈筋反射     | 坐骨神経 | S1                 | 坐骨神経 |

表在反射のまとめ
| 反射       | 求心神経 | 主な反射中枢レベル | 遠心神経     |
| ---------- | -------- | ------------------ | ------------ |
| 角膜反射   | 三叉神経 | 橋                 | 顔面神経     |
| 咽頭反射   | 舌咽神経 | 延髄               | 迷走神経     |
| 軟口蓋反射 | 三叉神経 | 延髄               | 顔面神経     |
| 腹壁反射   | 胸神経   | T5-T12             | 胸神経       |
| 挙睾筋反射 | 大腿神経 | L1,L2              | 大腿陰部神経 |
| 足底筋反射 | 脛骨神経 | L5,S1,S2           | 脛骨神経     |

## 関連
- 病的反射